# Corpo direttivo dei Testimoni di Geova
Il Corpo direttivo dei Testimoni di Geova è l'organo collegiale dei Testimoni di Geova che stabilisce direttive per la funzionalità, in ogni campo, dell'organizzazione dei Testimoni nel mondo. Tale composito consiglio esercita le diverse mansioni sia operando direttamente che delegando anziani nelle diverse filiali e congregazioni.
Risiede e si riunisce nella sede centrale dei Testimoni di Geova a Warwick negli Stati Uniti d'America.
Il numero degli appartenenti al Corpo Direttivo è variato negli anni; ad esempio, nell'ultimo trentennio, si è passato dai diciotto membri del 1980 ai sette membri del 2014. Tale consiglio è presieduto ad ogni adunanza da un presidente che cambia fra gli stessi membri di anno in anno.

## Compiti e caratteristiche
Secondo i Testimoni di Geova, lo scopo e le relative attività del Corpo Direttivo sono basate sul modello dell'organizzazione dei cristiani primitivi. A loro avviso, il Corpo Direttivo ricalcherebbe l'esempio del consiglio degli Apostoli risiedenti a Gerusalemme nel I secolo, consiglio che decideva e organizzava non solo l'opera di evangelizzazione, ma stabiliva principi cristiani di comportamento delle nuove congregazioni che si andavano man mano formando, non solo fra gli stessi giudei ma anche fra i gentili, salvaguardando così l'unità di comportamento e pensiero cristiano. (At15,1-41; 16,4-5). I Testimoni di Geova ritengono che gli appartenenti al Corpo direttivo costituiscono lo Schiavo fedele e saggio e come tale autorizzato a dispensare quello che le Scritture definiscono "cibo spirituale" a suo tempo (Matteo 24:45).
Il principale compito del Corpo Direttivo è sovrintendere all'opera mondiale di evangelizzazione compiuta dai Testimoni di Geova in 240 paesi e compiuta, come descritto nel Rapporto mondiale dei Testimoni di Geova per l’anno di servizio 2020, da 8.695.808 Testimoni. Altri compiti riguardano la realizzazione, la pubblicazione, la stampa e la distribuzione di vario materiale biblico (bibbie, riviste, libri, opuscoli, volantini) per cui il consiglio sovrintende ad un Comitato degli Scrittori e all'organizzazione delle 87 filiali in cui lavorano volontariamente 20.994 Testimoni. Si interessa inoltre di stabilire assemblee annuali di circoscrizione e congressi di zona in cui ogni nazione è suddivisa, nonché di stabilire l'organizzazione e il materiale di studio delle congregazioni che settimanalmente si riuniscono in ogni parte della Terra.

## Composizione
Il Corpo Direttivo dei testimoni di Geova dal 2024 è composto dai seguenti undici membri (tra parentesi l'anno di nomina): 
- David H. Splane (1999)
- Mark Sanderson (2012)
- Geoffrey Jackson (2005)
- M. Stephen Lett (1999)
- Samuel Herd (1999)
- Gerrit Lösch (1994)
- Kenneth Cook (2018)
- Gage Fleegle (2023)
- Jeffrey Winder (2023)
- Jody Jedele (2024)
- Jacob Rumph (2024)

## I sei comitati cui sovrintendono i membri del corpo direttivo[7]
I membri del corpo direttivo curano sei diversi comitati dell'organizzazione internazionale dei Testimoni di Geova, questi sono:
- Il Comitato dei Coordinatori

I Testimoni che lavorano in questo comitato si occupano di tutte le questioni legali dell'organizzazione, dei media, delle persecuzioni nel mondo ed altre emergenze, come per esempio, la gestione "del dopo" i disastri naturali e dei relativi soccorsi.
- Comitato del Personale

Sovrintende ai bisogni di tutte le famiglie Betel (il personale di una filiale dei Testimoni di Geova) del mondo presso le filiali dei Testimoni di Geova. Gestisce e cura tutte le questioni che riguardano il servizio e l'accoglimento e la cura dei nuovi membri beteliti (coloro che abitano, collaborano e lavorano volontariamente in una filiale dei Testimoni di Geova).
- Comitato Editoriale

Sovrintende alla stampa e alla spedizione nel mondo di tutte le pubblicazioni dei Testimoni di Geova. Si occupa delle necessità di tutti gli stabilimenti tipolitografici del mondo. Ulteriore compito: sovrintende alle nuove costruzioni di Sale del Regno e Sale di Assemblee di ogni angolo della terra. Questo comitato gestisce le contribuzioni per l'"Opera del Regno" (contribuzioni volontarie che vengono centralizzate e quindi usate per la predicazione nel mondo).
- Comitato del Servizio

«Sovrintende a tutti gli aspetti dell'opera di evangelizzazione» compiuta dai Testimoni nel mondo. Congregazioni, anziani, servitori di ministero, sorveglianti viaggianti, pionieri, proclamatori e missionari sono supervisionati dall'operato di questo comitato. Il comitato sovrintende anche i comitati sanitari delle congregazioni (comitati di più anziani nella congregazione che assistono coloro i quali sono ammalati e li indirizzano presso ospedali e cliniche che rispettano la posizione dei Testimoni su terapie da questi accette). Prepara inoltre il contenuto della pubblicazione Ministero del Regno (una pubblicazione interna alla congregazione che programma la preparazione dei Testimoni per la predicazione del messaggio biblico).
- Comitato dell'Insegnamento

È un comitato che sovrintende i programmi delle assemblee, congressi, adunanze della congregazione e le varie scuole: Scuola di Galaad (Watch Tower Bible School of Gilead), Scuola per gli Evangelizzatori del Regno, Scuola per gli anziani di congregazione, Scuola di Ministero del RegnoScuola del Servizio di Pioniere, Scuola di Ministero Teocratico ed altre scuole. Sotto la responsabilità di questo comitato è inoltre il coordinamento per la produzione di materiale biblico audio e video.
- Comitato degli Scrittori

Tutto ciò che viene prodotto in forma stampata e digitale per i Testimoni e per il pubblico è sotto la responsabilità di questo comitato. Gestisce il sito ufficiale web dei testimoni e sovrintende il lavoro di traduzione in più lingue delle pubblicazioni dei Testimoni nelle varie parti del mondo. Questo comitato risponde inoltre a qualsiasi domanda di natura biblica e dottrinale posta ai Testimoni.